# セリム3世
セリム3世（Selim III、1761年12月24日 - 1808年7月29日）は、オスマン帝国の第28代皇帝（在位：1789年4月7日 - 1807年5月29日）。第26代皇帝・ムスタファ3世の子。

## 生涯

### 即位前
セリム3世は1761年にムスタファ3世とサカルトヴェロ（ジョージア）出身の女性との間にうまれた。オスマン家には、長らく30年以上も男子が誕生してこなかったため、その誕生は盛大に祝われた。セリムの誕生日は木星と金星が重なる吉兆に当たるとされたため、「天運の主」であると予言された。天運の主はかつてスレイマン1世らに与えられた称号である。セリムは5歳の頃から英才教育をうけ、父ムスタファ3世が外国の大使を出迎える時には、幼いセリムをともなった。のちに叔父のアブデュル・ハミトが即位したあとも、当初は親切に振る舞われていた。
事態が変わったのは、1785年で、ロシアがクリミアを併合した責任を問うべく、大宰相のハリル・ハミト・パシャらがアブデュルハミト1世を廃してセリムを即位させようとした計画が発覚した。この事件ののちセリムへの監視は厳しくなり、窓を閉鎖されるという仕打ちを受けた。さらにはセリムへの暗殺を命じられたという女奴隷が送り込まれたという真偽不明の逸話もある。結局女奴隷はセリムに愛情を抱き暗殺できなかったという。この頃のセリムは音楽と芸術にも深く興味を持っており、即位後は積極的に作詞をすることになる。また、1786年頃からフランス王ルイ16世と文通を始めている。

### 即位
1789年4月、叔父に当たる第27代皇帝・アブデュルハミト1世が崩御したため、その跡を継いで皇帝として即位する。7月には周辺国の大使らを招いて、大宰相府のバーブ・アーリー(至高の門)で慶事を祝った。

### 内政改革
衰退していた王朝の勢力を盛り返すために国家体制の刷新事業に着手した。
内政においては西洋文明を取り入れることでの近代化を目指し、多くの成果を挙げた。しかしロシア帝国（ロマノフ朝）との戦いに敗れて1792年、ヤッシーの講和を締結することで和睦したが、その代償としてクリミアのロシアによる領有を認め、グルジアにおける領土を割譲せざるを得なくなった。
和平後、セリムは満を持して改革に乗り出す。まずセリムは、臣下及び外国の識者に、帝国をいかにして改革するべきかの意見書の提出を求めた。上奏された多くは、スレイマン1世時代への回帰を主張する復古的な物が多かったが中にはロシアを模範にした軍事改革やティマール地の接収や貨幣鋳造など後の帝国の近代改革を先取りした意見もあった。
そして1793年、西洋式の新しい軍隊である「ニザーム・ジェディード」を創設した。ニザーム・ジェディードはアナトリアやバルカン半島の農民らで構成され、軍隊の維持にかかる費用はアーヤーンの協力や新しく羊毛や絹に課した税金が財源となり、またそれらを管理する新支出会計が成立した。さらに新軍隊は毎年イェニチェリから一定人数引き抜いて参加させたため1806年には2万人以上の兵団となった。新式の軍隊はイスラム教の価値観に基づいて設立されたため、軍関連の役所を聖戦局と命名し、兵士たちにはイスラム教に基づいた規律を提示した。軍事顧問団はフランスから砲兵、工兵将軍を招き兵制改革のための海軍技術学校を開校した。砲兵工廠や海軍艦隊の改革も行った。

### 外交関係
ところが1798年のナポレオンのエジプト遠征(エジプト・シリア戦役)以降、両国の関係は急速に悪化、今度はニザーム・ジェディード軍を用いてフランスと戦うこととなった。1799年にフランス軍がシリア地方のアッコに侵攻して来たためニザーム・ジェディードとその地で衝突した。ニザーム・ジェディードは現地のアーヤーンの協力も得てフランス軍に勝利して、1801年までにエジプトのフランス軍を降伏させた。ナポレオンのエジプト侵攻以降セリムはフランスを敵視するようになり、1798年の対仏大同盟に参加、翌年にフランスと敵対するイギリスの商船に黒海通商権を与えた。
その一方で北方のロシアがコーカサス方面に進出してきたため、オスマン帝国はこれに危機感を抱いていたが、1805年にロシアと対仏防衛同盟を締結した。しかしこれはフランスという共通の敵がいたため成立したのであって翌年ロシアと再び開戦した。この戦争自体はニザーム・ジェディードが早期にモルドバからロシア軍を追い返したため、しばらく停戦状態が続いた。オスマン側はロシアに対抗、もしくは支援を得るため、開戦から3年後にイギリスと秘密同盟を締結した。

### 改革の中断と廃位

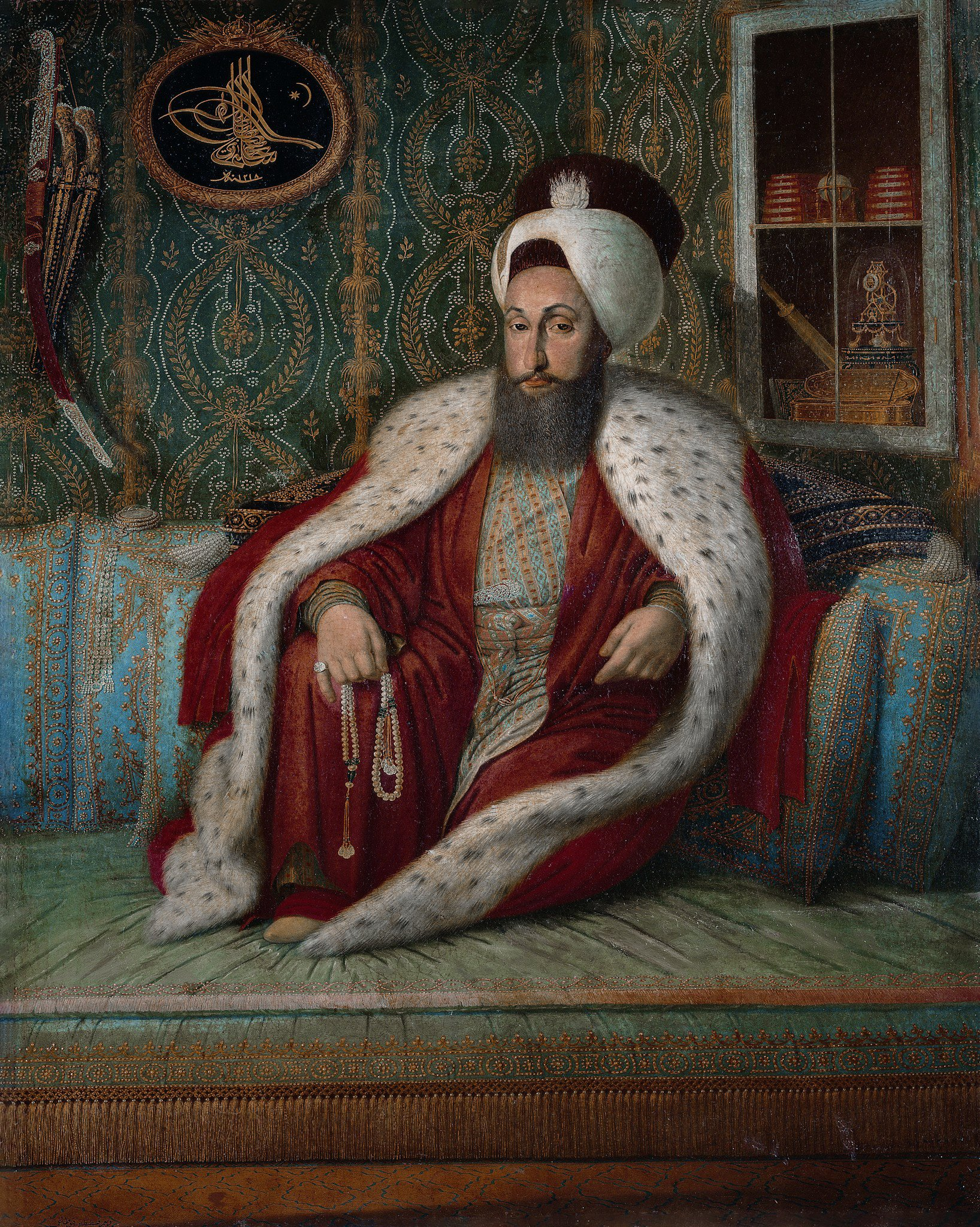
セリム3世

1806年、バルカン半島で徴兵をしにやってきたニザーム・ジェディードは現地のアーヤーンの抵抗を受け(第二次エディルネ事件)、徴兵に失敗した。これにより、セリムの人気は低下し、これを挽回するため改革を嫌う守旧派の人物を大宰相やイスラム長老にせざるを得なかった。1807年2月にはイギリス艦隊がイスタンブール近海に入り、トプカプ宮殿沖に漂着するという事件が発生した(イギリス事件)。イギリス艦隊は数日で撤退したものの、セリムがイェニチェリを殲滅するために送り込んだという噂が町中にが流れた。そして5月にはイスタンブールのイェニチェリにニザーム・ジェディードの軍服を着る命令を出したが、カバクチュ・ムスタファらを中心としたイェニチェリらの反発を受け、反乱を起こされた(カバクチュ・ムスタファの乱)。さらに大宰相府の者やイスラム長老らは反改革派で占められていたため、鎮圧命令を出せず、セリムはやむなくニザーム・ジェディードを廃止したがイェニチェリらの怒りは収まらず、ついにイスラム長老が廃位の法意見書(ファトワー)を出したため、セリムは廃位され、幽閉された。

### 暗殺
しかし、セリム3世の退位によってイスタンブールから退避したセリム3世派の人々は、ブルガリア北部のルーセを支配するアーヤーン（地方名士）・アレムダル・ムスタファ・パシャを頼っていた。彼らの要請を受け入れたアレムダルはセリム3世の復位を掲げて挙兵し、1808年7月にイスタンブールに迫った。
ムスタファ4世はセリム3世の復位によって自身の帝位や命が脅かされることを怖れ、幽閉中のセリム3世を殺害させた。

## 画像

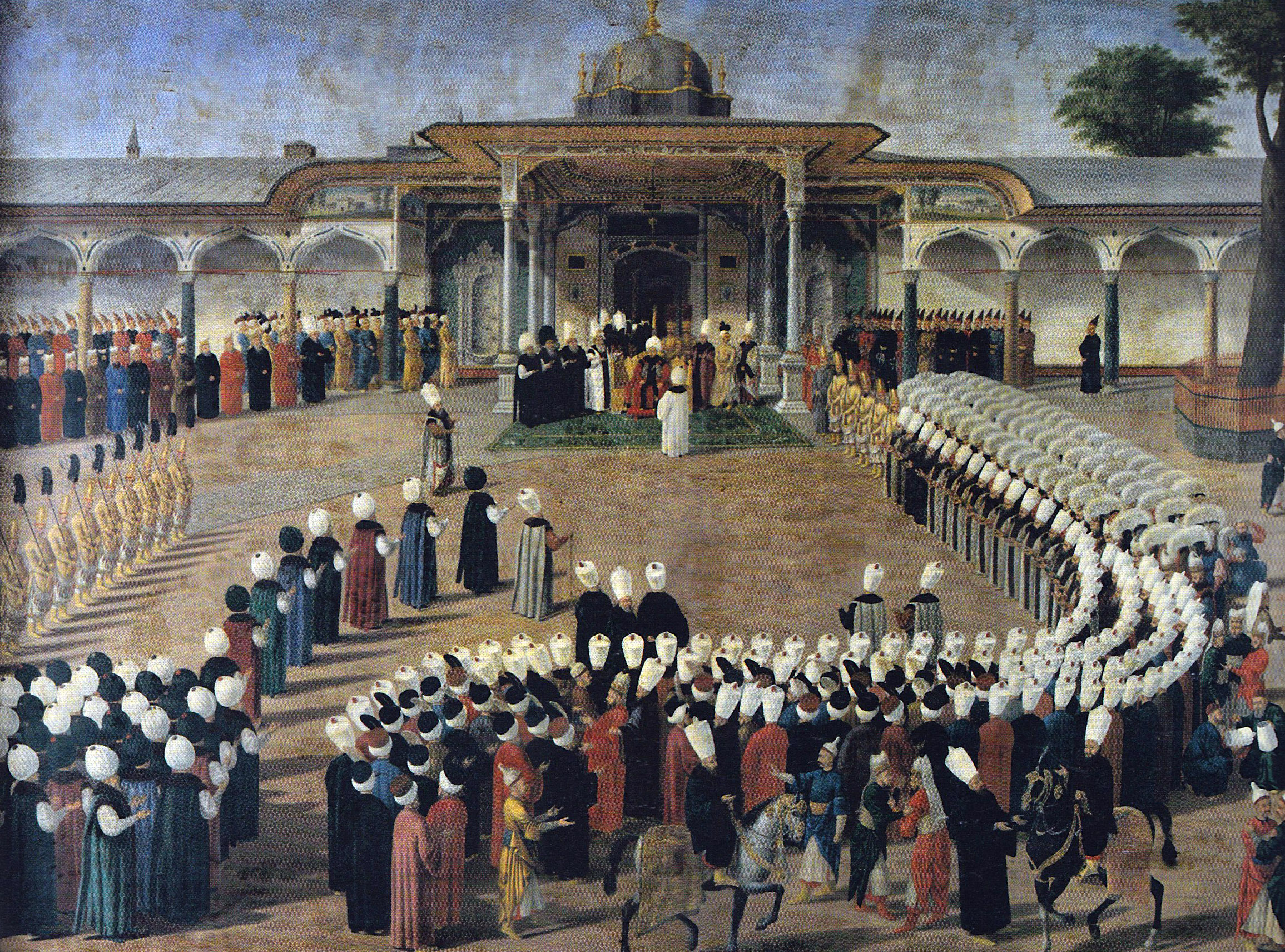
トプカプ宮殿の広場にて謁見を受けるセリム3世
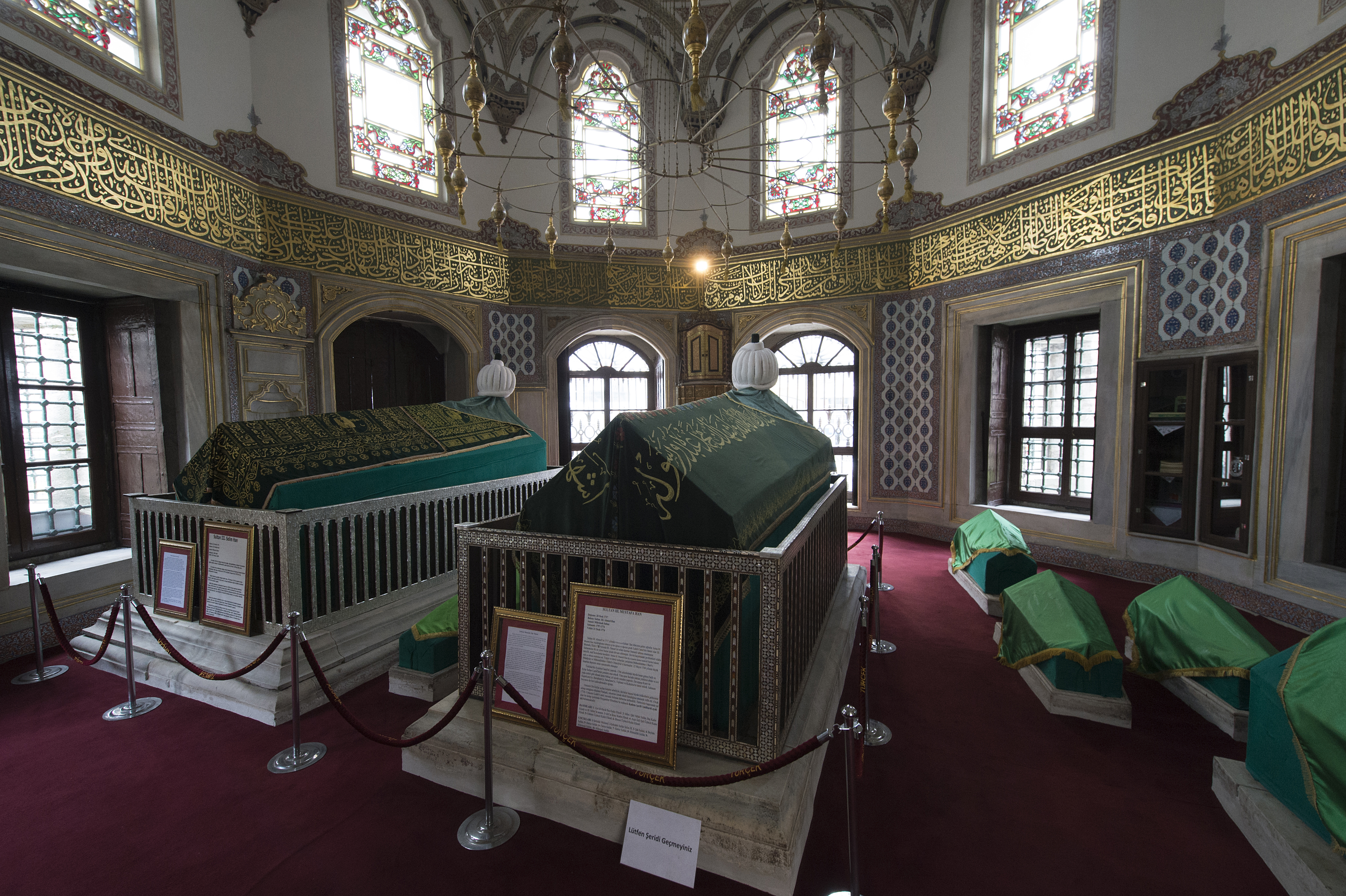
モスクに安置されているセリム3世の墓。父ムスタファ3世と共に葬られている。